# Speckknödel

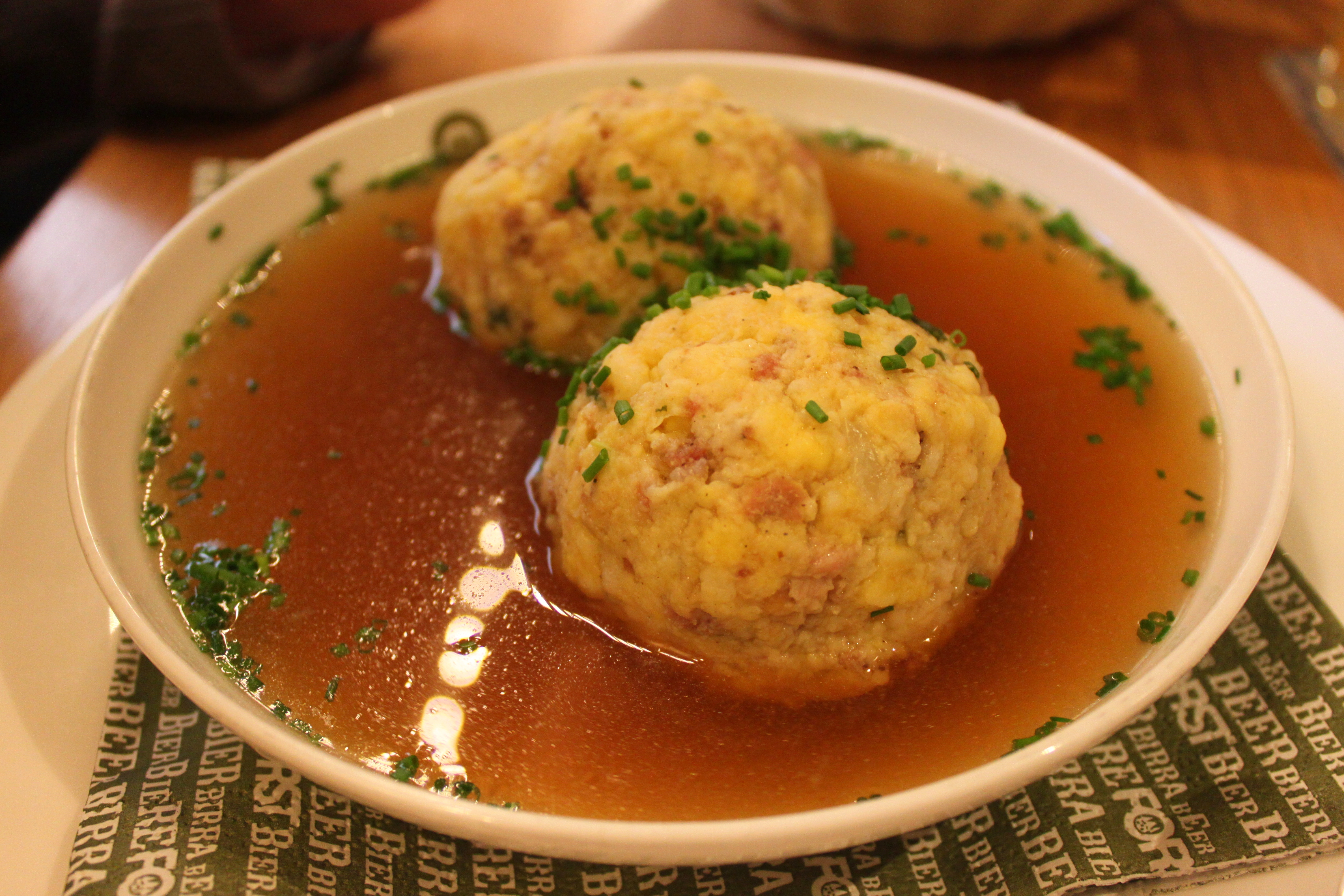
Speckknödel in Brühe (Südtirol)

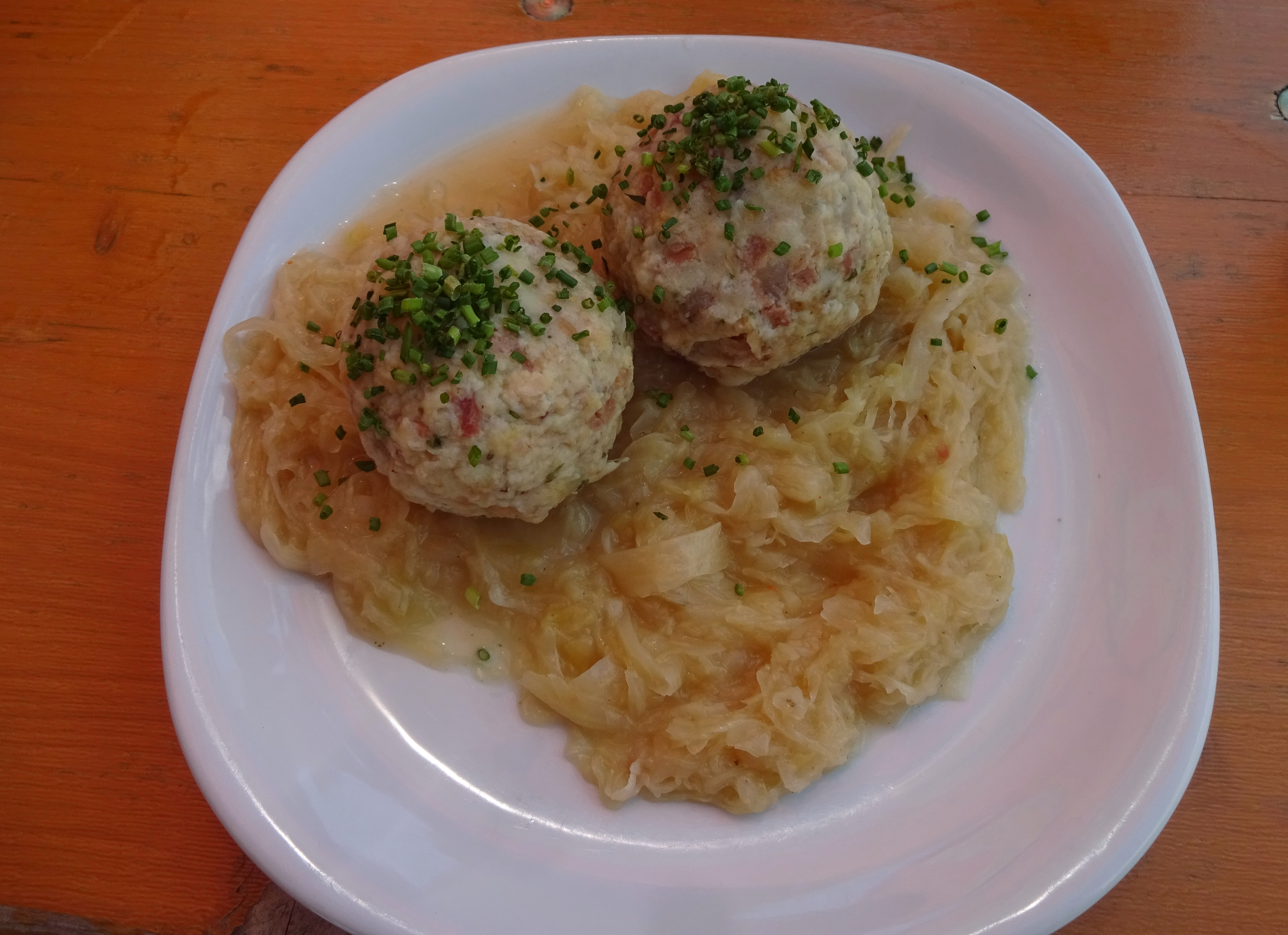
Speckknödel mit Sauerkraut (Zillertal)

Als Speckknödel (auch Speckklöße) werden verschiedene Arten von Knödeln bezeichnet, die typische Speisen der süddeutschen, österreichischen und Südtiroler Küche sind.
Im Wesentlichen lassen sich zwei verschiedene Grundformen unterscheiden: Für die eine Grundform wird eine Knödelmasse mit gewürfeltem Speck vermengt, für die andere Grundform wird eine kleine Menge des gewürfelten Specks mit Teig umhüllt. Üblich ist das Sieden in Salzwasser, aber auch das Backen im Ofen ist eine klassische Zubereitungsform. Die Knödel der ersten Grundform werden sowohl als Beilage als auch als Hauptspeise  oder Suppeneinlage verwendet, die zweite Grundform meist als Hauptspeise, begleitet von Sauerkraut, Krautsalat oder Kopfsalat.
Tiroler Knödel enthalten im Gegensatz zu den Speckknödeln mageres geräuchertes Schweinefleisch. Sie werden in Rindsuppe oder mit Salat bzw. Sauerkraut serviert.

## Varianten
- Fränkische Speckklöße: Würfel von Speck und Zwiebel werden mit Semmelbröseln angebraten und mit Mehl, Eier, saurer Sahne zu einem Teig vermengt.[4]
- Österreichische Speckknödel: in Erdäpfelteig, Brandteig, Brotknödelteig oder Knödelnudelteig werden Stückchen von Selchspeck eingearbeitet.[5]
- Innviertler Speckknödel: für diese Spezialität aus Oberösterreich werden aus Würfeln von Surspeck und gehackter Petersilie (oder Schnittlauch) nussgroße Kugeln geformt und kalt gestellt. Als Knödelhülle verwendet man Erdäpfel-, Brand- oder Nudelteig oder Knödelbrotteig, in welche man die Speckkugeln einpackt und die Knödel entsprechend weiter zubereitet.[5]